# 박명운 (만화가)

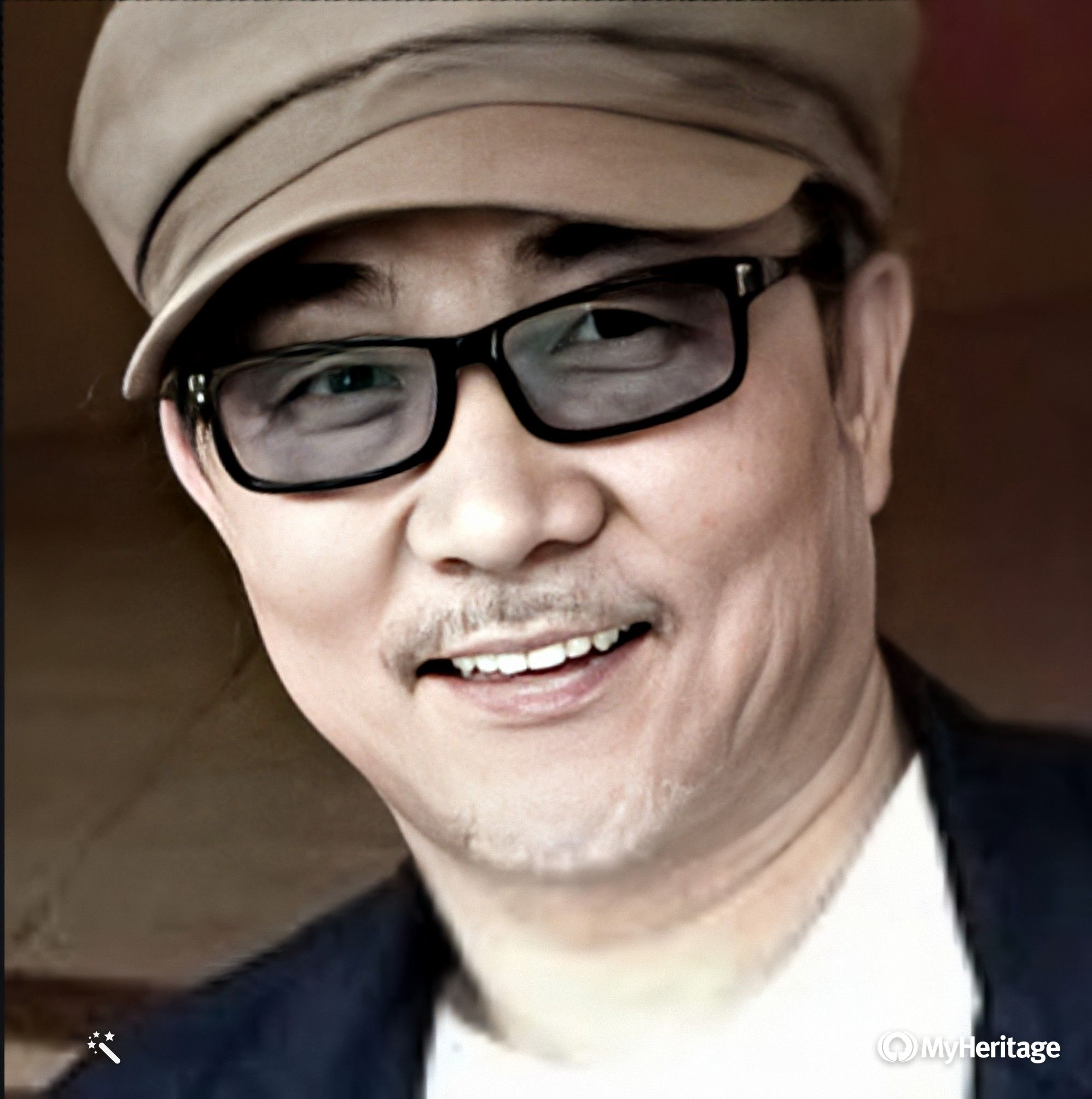
박명운

박명운(1962년~)은 대한민국의 만화가이다.

## 경력
1994년 주간지 천하만화에서 판타지 SF 만화인 《쿠키》로 데뷔했다.
1996년 이후에는 주간지 찬스와 아이큐점프에서 《동해반란》, 《사상최악의 덩크군단》, 《골때리는 덩크군단》 등을 연재하였고 서울문화사에서 단행본을 출간하였다.
1997년 《골때리는 해결사》를 도서출판 씨알에서 처음으로 출간하였으며 《어설픈 무림전설》, 《아블루온》, 《골때리는 덩크도사》, 《학교에 가자》, 《찜》, 《갱스터》 등의 단행본을 출간하였다. 1999년 부천카툰네트워크PCN에서 두두리과 도깨비를 소재로 한 《또띠블》을 제작하여 소년조선일보에 연재했다.
2002년 《영웅 헤라클레스》, 《도시탈출 전원생활일기》를 대교출판에서 출간, 《다이스케이트》를 마로니에북스에서 출간하였다.
2011년 오세영의 뒤를 이어 박경리의 대하소설 《토지》의 만화판을 제작했다. 당시 토지의 1부에 해당되는 7권까지 오세영이 극화를 맡았으며 박명운이 8권부터 17권 작업하여 완간되었다.
2017년에는 웹툰 《아슬아슬》을 제작하였고 성인 웹툰인 《수화폐월》을 제작하였다.
국내, 카카오,네이버,레진,봄툰,엠이툰,무툰 등...에 연재를 하였고 해외로는 일본 라인망가, 중국, 콰이칸 등등.. 인도네시아 네오바자르 태국 코미코 등에 연재를 하였다.
2019년 독립군100인 성남시 독립군웹툰 프로젝트 잊혀진영웅(박상진)을 제작 카카오페이지 웹툰런칭과 단행본을 출간하였다.
2021년 아슬아슬 완결 아찔아찔(네이버독점) 연재시작. 과거에서 재능이쏟아져(네이버독점)연재하였으며 아슬아슬 웹툰을 무빙툰 으로 카카오런칭 (드림픽쳐스21 무빙툰제작) 하였다.
2022년 황후의립스틱(네이버독점) 연재시작 중국 콰이칸 독점연재 일본라인망가 런칭 미국(북미) 런칭하였다.
2023년 미래usb로 인생역전 카카오페이지 독점연재 잊혀진영웅 일요서울 지면연재 하였다.
2024년 미래usb로 인생역전 일본 픽코마 런칭 하였다.